# 斯特賴克斯維爾 (紐約州)
斯特賴克斯維爾（英語：Strykersville）是位於美國紐約州懷俄明縣的普查規定居民點。

## 人口
根據2020年美國人口普查的數據，斯特賴克斯維爾的面積為8.86平方千米，皆為陸地。當地共有人口682人，而人口密度為每平方千米76.98人。